# Забастовочное движение в Польше 1988 года
Забастовочное движение в Польше 1988 года (пол. strajki w Polsce 1988 roku) — массовые акции гражданского неповиновения, забастовки и манифестации в ПНР весной-летом 1988. Протестная волна, охватившая крупные города и индустриальные регионы, вынудила руководство ПОРП и правительство ПНР пойти на серьёзные уступки движению Солидарность. События 1988 года в конечном счёте привели к падению правящего режима в течение последующих полутора лет.

## Кризис конца 1980-х
К 1988 году в полной мере обозначился провал всей «последекабрьской» политики ПОРП. Планово-централизованная экономика ПНР пребывала в глубоком кризисе. Промышленное производство не достигало уровня 1979 года. Годовой показатель инфляции поднялся до 60 % даже по официальным данным, а по неофициальным составил до 1500 % за период 1982—1987. Внешний долг превысил 40 млрд долларов. Более 60 % населения официально относились к категории «малообеспеченных».
Реформы, декларированные правительством Збигнева Месснера под влиянием советской перестройки, фактически сводились к повышению цен и привели к резкому скачку инфляции в начале 1988. Вынесение таких проектов на референдум (ноябрь 1987) воспринималось как издевательство над обществом. Никакого энтузиазма не вызывали и политические манёвры властей, типа создания формально «независимых», но реально полностью контролируемых партаппаратом общественных организаций («Патриотическое движение национального возрождения», объединение «Грюнвальд»).
Партийно-государственная власть рассматривалась населением как однозначный враг. Для её обозначения использовалось презрительное выражение Pan Śmatjak («Пан Шматяк» — собирательное прозвище номенклатурного функционера, недалёкого, корыстного и жестокого). Свежая память о расправах — особенно расстреле горняков шахты Вуек и убийстве Ежи Попелушко — поддерживала высокий градус ненависти. Резко упал даже по сравнению с началом 1980-х авторитет генерала Ярузельского.
31 августа 1987 года в крупнейших городах Польши прошли массовые протестные демонстрации и столкновения с ЗОМО. 25 октября 1987 был создан Национальный исполнительный комитет нелегальной «Солидарности» во главе с Лехом Валенсой. В марте 1988 инициативные группы университетских центров фактически восстановили Независимый союз студентов. Резко активизировалась деятельность непримиримо оппозиционных подпольных структур — Борющейся Солидарности и Конфедерации независимой Польши. В официальные инстанции подавались многочисленные заявления о создании независимых профорганизаций, отклоняемые судами.
Власти пребывали во всё большей растерянности. С одной стороны, продолжались аресты оппозиционных активистов органами госбезопасности и разгоны демонстраций силами ЗОМО. С другой, произносились невнятные обещания «дальнейшей демократизации».

## Весенний стачечный всплеск
В отличие от лета 1980, первые массовые забастовки 1988 начались не в судостроительной, а в металлургической промышленности. 21 апреля 1988 года забастовали 5 тысяч рабочих металлургического комбината в городе Сталёва-Воля — Huta Stalowa Wola, «Гута Сталёва Воля». Они потребовали освобождения активистов подпольной «Солидарности», легализации независимого профсоюза и значительного повышения зарплаты соответственно росту цен (спровоцированному правительственной политикой).
25 апреля 1988 к металлургам Сталёва-Воли присоединились транспортники Быдгоща и Иновроцлава. 26 апреля под теми же лозунгами забастовал металлургический завод имени Ленина в Кракове. Власти ответили вводом на предприятия ЗОМО и угрозой применить армейские части. 30 апреля забастовка прекратилась почти повсеместно. Однако в Кракове она продлилась до 5 мая и была подавлена ЗОМО. Рабочие активисты подверглись арестам и допросам.
По всей стране начались акции солидарности. 1 мая 1988 года тысячи людей вышли на улицы Гданьска, Кракова, Лодзи, Бельско-Бялы и ряда других городов. 2 мая началась забастовка на Гданьской судоверфи имени Ленина. Для переговоров с администрацией предприятия в Гданьск прибыл Тадеуш Мазовецкий. Но власти ещё занимали жёсткую позицию, и забастовку пришлось прекратить 10 мая под угрозой ввода ЗОМО.
Таким образом, весенняя забастовочная волна формально не достигла результатов. Требования были проигнорированы, работу пришлось возобновить. 26 июля пресс-секретарь правительства ПНР Ежи Урбан (будущий медиа-бизнесмен) заявил, что «Солидарность» осталась в прошлом. Однако сам факт массового забастовочного движения — небывалого с 1981 года — свидетельствовал о кардинально новом состоянии польского общества.

## Августовская волна

### Шахты Верхней Силезии
Следующий этап наступил в конце лета. 15 августа 1988 года забастовала шахта «Июльский манифест» в Ястшембе-Здруй. Это имело особое значение, учитывая роль «Июльского манифеста» в забастовочном движении начала 1980-х и упорное сопротивления в первые дни военного положения. Забастовка застала власти врасплох, поскольку положение в угледобывающем бассейне СБ МВД считала стабильным после майских профилактических арестов.
Движение «Июльского манифеста» быстро распространилось по угледобывающим предприятиям Верхней Силезии. Призыв к забастовке был поддержан не везде (сказывалось военно-милицейское давление), но в общем и целом силезская угледобыча вышла из-под политического контроля властей. Региональный забастовочный комитет возглавили активисты «Солидарности» Кшиштоф Закжевский и Марек Бартосяк (он же — Бартек). Шахтёров поддержал местный ксёндз Бернард Чернецкий.
Забастовка на «Июльском манифесте» прекратилась 2 сентября по личной просьбе Валенсы.

### «Гвоздь Сталёва-Воли»
Вслед за горняками вновь забастовали металлурги в Сталёва-Воле. Комбинат имел большое оборонно-промышленное значение, поэтому здесь власти планировали жёсткую реакцию. Предприятие немедленно окружили подразделения ЗОМО. Однако они не решились вступить в силовое противоборство с 10 тысячами рабочих.
22 августа было выдвинуто единственное требование бастующих: легализация профсоюза «Солидарность». Именно забастовка в Сталёва-Воле, возглавленная Веславом Войтасом, стала ключевым актом польского движения 1988 года. Она открыла все события и она же придала второе дыхание в момент, когда стал обозначаться спад стачек в шахтёрских районах. Забастовку сталеваров на «Гута Сталёва Воля» называют «гвоздём в гроб коммунизма».
В городе возникло движение гражданской поддержки забастовщиков. Ежедневно тысячи людей собирались у ворот комбината. Сельский священник Эдмунд Франковский проводил католические мессы под открытым небом. Размах и упорство бастующих сталеваров вызывали опасения возможных последствий даже у оппозиционных лидеров.

Ты велик, но, пожалуйста, прекрати забастовку. Я прошу вас во имя Солидарности.

Лех Валенса — Веславу Войтасу, 1 сентября 1988

Забастовка закончилась 1 сентября по личной просьбе Валенсы. Вечером до 15 тысяч металлургов и горожан пришли к костёлу Марии, где перед ними снова выступил ксёндз Франковский: «Незаконный священник приветствует участников незаконной акции».

### Балтийское побережье
19 августа на Гданьской судоверфи появились листовки с призывом поддержать верхнесилезских шахтёров. Структуру «Солидарности» на верфи возглавлял Алоизий Шаблевский. Он проинформировал Валенсу, что забастовка начинается с утра 22 августа. Требование и здесь было единственным — то же, что в Сталёва-Воле.
К судоверфи присоединились другие предприятия Гданьска. Межзаводской комитет возглавил Яцек Меркель. В город прибыли Яцек Куронь, Адам Михник, Лех и Ярослав Качиньские. При этом в Гданьске находилась группа сочувствующих иностранных гостей во главе с мэром Бостона Рэем Флинном. Забастовка продлилась до 1 сентября и прекратилась, как везде, по просьбе Леха Валенсы.
17 августа забастовал Щецинский порт. К портовым рабочим примкнули почти все крупные предприятия города. Был создан межзаводской комитет, потребовавший легализовать «Солидарность». Хотя лидером рабочего движения в Щецине являлся Мариан Юрчик, 28 августа межзаводской забастовочный комитет назвал Валенсу своим единственным представителем. Щецинская забастовка продлилась до 3 сентября.
21 августа на многотысячной демонстрации в Гданьске Валенса сообщил о своих переговорах с генералом Кищаком.

## Отступление власти
За три месяца, с мая по август, обстановка в Польше изменилась настолько, что о применении силы против забастовщиков уже не приходилось думать. Единственной формой преследований стали увольнения, произведённые администрацией Гданьской судоверфи в нарушение соглашения, подписанного 3 сентября.
Хотя ещё 20 августа правительство грозило вновь ввести военное положение, это было явным блефом. Масштаб движения был близок к всеобщей политической забастовке. Руководство ПОРП не имело ни решимости, ни возможностей для силового подавления протестов.
Переговоры с Лехом Валенсой повёл генерал Чеслав Кищак, глава МВД, лично ответственный за репрессии предыдущих лет. 26 августа Кищак выступил по телевидению, впервые публично озвучив идею «круглого стола всех общественных групп». Первые встречи проходили в конфиденциальном режиме. Кищак предлагал легализацию оппозиции в обмен на прекращение забастовок. Валенса и его тогдашнее окружение в принципе были согласны (хотя радикальные активисты «Солидарности» — Анджей Гвязда, Мариан Юрчик, Северин Яворский и другие — выступали за свержение власти путём всеобщей забастовки и мирного восстания).
28 августа пленум ЦК ПОРП официально санкционировал переговоры с оппозицией. 31 августа Валенса и Кищак впервые встретились открыто, при посредничестве епископата. Была достигнута договорённость о расширенных переговорах по согласованной повестке дня. 16 сентября начались Беседы в Магдаленке, на которых были достигнуты договорённости о проведении Круглого стола. Конечным итогом стала смена власти и всего общественного строя Польши.

## Причины, суть и значение
События 1988 года наглядно доказали, что ни жёсткое силовое подавление (1982—1984), ни ограниченные уступки обществу (1985—1986), ни бессистемное маневрирование (1987) никак не стабилизировали режим ПОРП. Власть отторгалась обществом, и это отторжение оставалось непреодолимым.
Однако правящая группа удерживала позиции до тех пор, пока протестные выступления ограничивались уличными манифестациями, агитацией, пассивным бойкотом. Реальную угрозу представляли только забастовки — причём массового характера, которые невозможно прекратить подавлением на отдельных предприятиях. Полномасштабно выдвинуть против забастовщиков силовые структуры государства власти уже не решались.
Неминуемая при силовом варианте гражданская война была бы быстро проиграна. ПОРП продемонстрировала полную некомпетентность в экономике и социальной политике. Властные ресурсы партии целиком уходили на самосохранение во власти. Было утрачено всякое влияние за пределами бюрократии. Подчинение армии вызывало сомнения. На поддержку горбачёвского СССР рассчитывать не приходилось. Всеобщее отторжение и враждебность к партийно-государственному руководству, особенно сталинистскому «бетону», достигали апогея. Протесты приняли форму массовой забастовочной борьбы. При этом выяснилось, что оппозиция сумела сохранить и развить свои организованные структуры, прежде всего в рабочей среде.
Совпадение этих факторов на фоне резкого обострения экономических трудностей не оставляло польской компартии никаких вариантов, кроме компромисса, отступления и постепенного ухода.